# Liste des massacres en Biélorussie
Les massacres en Biélorussie pendant la Seconde Guerre mondiale, comme dans les pays limitrophes, à la suite de leur invasion par la Wehrmacht lors de l'opération Barbarossa, sont listés ici. Cette liste est en cours de construction, elle est incomplète.
Cette liste ne comprend pas les massacres qui sont intervenus en Biélorussie durant la Seconde Guerre mondiale et qui concernent la population juive des ghettos.
Durant les années 1942 et 1943 tous les ghettos qui avaient été créés en fin d'année 1941 en Biélorussie ont été anéantis par les Allemands. Ces destructions de ghettos se sont accompagnées du massacre systématique  de tous les prisonniers qui y survivaient.
Avec les victimes des massacres qui avaient précédé la destruction des ghettos pendant deux ans, le nombre de victimes s'élève de 600 000 à 800 000 Juifs.  
Cette liste ne comprend pas non plus des massacres intervenus à plusieurs reprises dans des camps d'extermination tel celui de Bronnaya Gora qui fit 
50 000 victimes (pour la plupart juives) en deux ans : de mai 1942 jusqu'en mars 1944.

## Tableau
| Nom                    | Date                     | Localisation    | Nombre de victimes | Notes                                |
| ---------------------- | ------------------------ | --------------- | ------------------ | ------------------------------------ |
| Massacre de Pinsk      | 5 avril 1919             | Pinsk           | 35                 |                                      |
| Brostowica Mala        | 18 septembre 1939        | Brostowica Mala | 7                  |                                      |
| Massacres de Dziatlava | 29 avril et 10 août 1942 | Dziatlava       | 1 500              | dans le cadre de l'holocauste        |
| Massacre de Mimaya     | décembre 1942            | Mimaya          | 147                | représailles d'attaques de partisans |
| Massacre de Khatyn     | 22 mars 1943             | Khatyn          | 149                |                                      |
| Massacre de Naliboki   | 8 mai 1943               | Naliboki        | 128                |                                      |
| Affaire de Sloutsk     | décembre 1941            | Sloutsk         | 4 000              |                                      |

## Sources
- (en) Cet article est partiellement ou en totalité issu de l’article de Wikipédia en anglais intitulé « List of massacres in Belarus » (voir la liste des auteurs).